# Carl J. Sundevall
Carl Jacob Sundevall (født 22. oktober 1801 i Högestad, Skåne, død 2. februar 1875 i Stockholm,) var en svensk zoolog. Han var bror til læge Fredrik Emil Sundevall og søofficer Henrik Ludvig Sundevall.
Han blev i 1817 student i Lund, han blev ph.d. i 1823 og docent i økonomi i 1826. Efter en rejse til Ostindien mellem 1827 og 1828 studerede han medicin og blev læge i 1830.
Han var ansat på Naturhistoriska riksmuseet, Stockholm, fra 1833, og i 1836 blev han udnævnt til lektor i zoologi og økonomi i Lund. Da han kom tilbage fra den franske ekspedition til Spitsbergen, blev han i 1839 udnævnt til kurator og professor ved museet. Fra 1841 til 1871 arbejdede han ved afdelingen for hvirveldyr.
Han var medlem af det Kungliga Fysiografiska Sällskapet i Lund (fra 1825), Kungliga Vetenskapsakademien (fra 1839), Kungliga Vetenskaps- och Vitterhetssamhället i Göteborg, Sverige (fra 1840), Kungliga Lantbruksakademien (fra 1844) og Kungliga Vetenskaps-Societeten i Uppsala (fra 1851).
Sundsvall værker beskæftiger sig med hvirveldyrssystematik. I Methodisk öfversigt af idislande djuren (1844) overlod han et meget værdifuldt bidrag til vores viden om disse dyrs "slægtskabsforbindelser". Hans Lærebog i zoologi (1835) med tilhørende håndatlas blev længe brugt i skolerne.
Hans vigtigste arbejde ligger inden for området ornitologi, hvor han behandlede dele af fuglenes anatomi. Til hans mest berømte værker hører Methodi naturalis avium disponendarum tentamen (1872-1873), Svenska foglarne (1856-1871) og Conspectus avium picinarum (1866). Sundevall havde endda et forslag til anvendelse af fonetiske bogstaver.